# Município de Bazetta (condado de Trumbull, Ohio)
Localização do Ohio nos E.U.A.
O município de Bazetta (em inglês: Bazetta Township) é um município localizado no condado de Trumbull no estado estadounidense de Ohio. No ano 2010 tinha uma população de 5874 habitantes e uma densidade populacional de 92,55 pessoas por km².

## Geografia
O município de Bazetta encontra-se localizado nas coordenadas 41° 18′ 32″ N, 80° 46′ 04″ O. Segundo a Departamento do Censo dos Estados Unidos, o município tem uma superfície total de 63.47 km², da qual 54,52 km² correspondem a terra firme e (14,09 %) 8,94 km² é água.

## Demografia
Segundo o censo de 2010, tinha 5874 pessoas residindo no município de Bazetta. A densidade de população era de 92,55 hab./km².